# Bosnie-Herzégovine aux Jeux olympiques d'hiver de 2022
La Bosnie-Herzégovine participe aux Jeux olympiques d'hiver de 2022 à Pékin en Chine. Il s'agit de sa 8e participation à des Jeux d'hiver.

## Athlètes engagés
| Sport       | Hommes | Femmes | Total |
| ----------- | ------ | ------ | ----- |
| Luge        | 1      | 0      | 1     |
| Ski alpin   | 1      | 2      | 3     |
| Ski de fond | 1      | 1      | 2     |
| Total       | 3      | 3      | 6     |

## Résultats

### Luge
| Athlètes        | Épreuve          | Course 1      | Course 1 | Course 2      | Course 2 | Course 3      | Course 3 | Course 4 | Course 4 | Total         | Total |
| Athlètes        | Épreuve          | Temps         | Rang     | Temps         | Rang     | Temps         | Rang     | Temps    | Rang     | Temps         | Rang  |
| --------------- | ---------------- | ------------- | -------- | ------------- | -------- | ------------- | -------- | -------- | -------- | ------------- | ----- |
| Mirza Nikolajev | Monoplace hommes | 1 min 1 s 667 | 33e      | 1 min 2 s 507 | 34e      | 1 min 1 s 175 | 33e      | Éliminé  | Éliminé  | 3 min 5 s 349 | 34e   |

### Ski alpin
| Athlète     | Épreuve      | 1re manche | 1re manche | 2e manche | 2e manche | Total         | Total   |
| Athlète     | Épreuve      | Temps      | Rang       | Temps     | Rang      | Temps         | Rang    |
| ----------- | ------------ | ---------- | ---------- | --------- | --------- | ------------- | ------- |
| Emir Lokmić | Slalom       | 58 s 86    | 35e        | 53 s 94   | 27e       | 1 min 52 s 80 | 27e     |
| Emir Lokmić | Slalom géant | 1 min 8 s  | 29e        | Abandon   | Abandon   | Abandon       | Abandon |

| Athlète             | Épreuve      | 1re manche    | 1re manche   | 2e manche    | 2e manche   | Finale        | Finale   |
| Athlète             | Épreuve      | Temps         | Rang         | Temps        | Rang        | Temps         | Rang     |
| ------------------- | ------------ | ------------- | ------------ | ------------ | ----------- | ------------- | -------- |
| Esma Alić           | Slalom       | 1 min 1 s 72  | 50e          | 1 min 2 s 93 | 45e         | 2 min 4 s 65  | 45e      |
| Esma Alić           | Slalom géant | Disqualifiée  | Disqualifiée | Éliminée     | Éliminée    | Éliminée      | Éliminée |
| Elvedina Muzaferija | Super G      | Non disputé   | Non disputé  | Non disputé  | Non disputé | 1 min 15 s 79 | 25e      |
| Elvedina Muzaferija | Descente     | Non disputé   | Non disputé  | Non disputé  | Non disputé | Abandon       | Abandon  |
| Elvedina Muzaferija | Combiné      | 1 min 35 s 89 | 20e          | Abandon      | Abandon     | Abandon       | Abandon  |

### Ski de fond
| Athlète        | Épreuve                               | Temps            | Rang    |
| -------------- | ------------------------------------- | ---------------- | ------- |
| Strahinja Erić | 15 km classique hommes                | 48 min 38 s 3    | 87e     |
| Strahinja Erić | 50 km libre hommes 30 km libre hommes | 1 h 21 min 7 s 6 | 52e     |
| Sanja Kusmuk   | 30 km libre femmes                    | forfait          | forfait |

| Athlète        | Épreuve           | Qualification | Qualification | Quart de finale | Quart de finale | Demi-finale | Demi-finale | Finale   | Finale   |
| Athlète        | Épreuve           | Temps         | Rang          | Temps           | Rang            | Temps       | Rang        | Temps    | Rang     |
| -------------- | ----------------- | ------------- | ------------- | --------------- | --------------- | ----------- | ----------- | -------- | -------- |
| Strahinja Erić | Individuel hommes | 3 min 3 s 05  | 59e           | Éliminé         | Éliminé         | Éliminé     | Éliminé     | Éliminé  | Éliminé  |
| Sanja Kusmuk   | Individuel femmes | 4 min 27 s 99 | 90e           | Éliminée        | Éliminée        | Éliminée    | Éliminée    | Éliminée | Éliminée |